# Burni Pucuk Jagong
Burni Pucuk Jagong är ett berg i Indonesien.   Det ligger i provinsen Aceh, i den västra delen av landet, 1 600 km nordväst om huvudstaden Jakarta. Toppen på Burni Pucuk Jagong är 2 798 meter över havet, eller 286 meter över den omgivande terrängen. Bredden vid basen är 9,1 km.
Terrängen runt Burni Pucuk Jagong är kuperad åt nordväst, men åt sydost är den bergig. Trakten runt Burni Pucuk Jagong är nära nog obefolkad, med mindre än två invånare per kvadratkilometer. I omgivningarna runt Burni Pucuk Jagong växer i huvudsak städsegrön lövskog.